# Antonysamy Susairaj
Antonysamy Susairaj MEP (* 28. Dezember 1951 in Elathagiri) ist ein kambodschanischer Ordensgeistlicher und emeritierter Apostolischer Präfekt von Kompong-Cham.

## Leben
Antonysamy Susairaj trat der Ordensgemeinschaft der Pariser Mission bei und empfing am 27. Mai 1978  die Priesterweihe. Papst Johannes Paul II. ernannte ihn am 16. Juli 1997 zum Apostolischen Administrator von Kompong-Cham. Am 27. Mai 2000 wurde er zum Apostolischen Präfekten von Kompong-Cham ernannt. Papst Franziskus nahm am 25. Juli 2019 seinen Rücktritt an.